# Singapore Challenger 1991
Il Singapore Challenger 1991 è stato un torneo di tennis facente parte della categoria ATP Challenger Series nell'ambito dell'ATP Challenger Series 1991. Il torneo si è giocato a Singapore dal 16 al 22 settembre 1991 su campi in cemento.

## Vincitori

### Singolare
Mark Woodforde ha battuto in finale  Christo van Rensburg con il punteggio di 6–1, 6–4

### Doppio
Mike Briggs /  Trevor Kronemann hanno battuto in finale  David Adams /  Scott Patridge con il punteggio di 6–3, 6–4